# 陳康 (少將)
陳康（1917年10月9日—1954年11月1日），河北安新人，中華民國空軍軍官、戰鬥機飛行員，在1954年11月1日於福建同安轟炸一架投共的訓練機時殉職。

## 生平

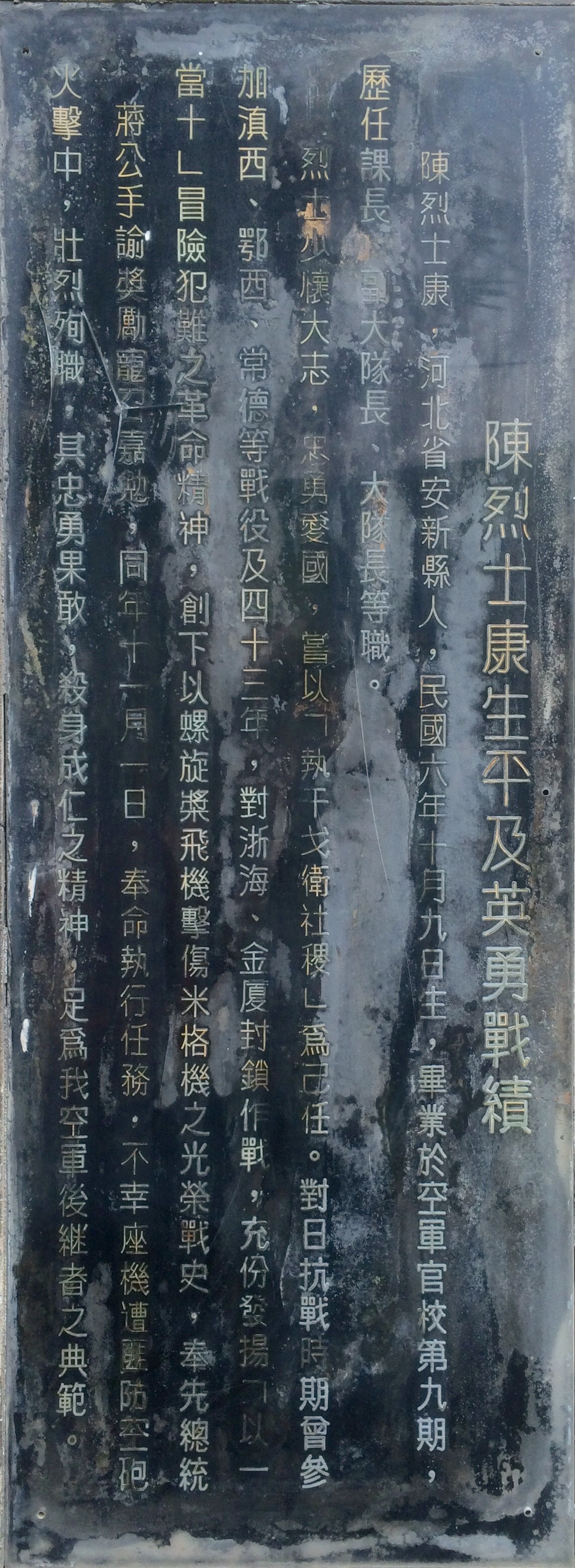
陳康銅像碑文

陳康與俞揚和為幼時玩伴，之後也同在中華民國空軍第五大隊。
陳康於1939年7月1日在雲南昆明空軍官校第九期畢業，後至伊寧市區外北面的阿林巴克營區接受伊寧教導總隊訓練，由俄國派人教導。
陳康被紀載的第一次立功是在1941年8月11日，該日日軍派遣20架零式艦上戰鬥機與9架轟炸機空襲成都，陳康駕駛I-153戰鬥機上空攔截，該場空戰被日軍空戰王牌坂井三郎記載有5架戰機升空，其中4架被擊落，唯一1架倖存即為陳康所駕駛。坂井三郎回憶當時一架雙翼機緩慢的起飛，他與僚機雖多次攻擊，卻全部被閃過，最後陳康的座機在5架零戰圍攻下倖存，而陳康也因此成績而立功。
抗戰中，陳康一直在五大隊服役，他參加過如豫西鄂北會戰，在西峽口對抗日軍。騰衝戰役中，他與其他隊員在第五大隊大隊長張唐天率領之下，拯救地面友軍，擊敗追擊的日軍，得到周至柔的特別嘉獎。
1954年3月16日，陳康升任空軍五大隊上校大隊長。1954年10月26日，繼空軍官校第三十四期的陶開府於1953年10月18日駕機投共後，同期的胡弘一從岡山空軍基地駕駛AT-6投共。蔣中正得知後憤而下令將用空襲將飛機炸毀。
當時胡弘一駕機降落地點在福建省同安縣大同鎮西橋尾溪沙埔，為東西溪交匯處的河灘（今銀湖大橋附近）。機身被用帆布掩蓋以免被發現。1954年11月1日中午，時為上校的陳康駕駛左翼噴寫「銀空獵犬」的P-47，與十多架中華民國空軍戰機分批進入同安上空，向胡弘一的飛機超低空轟炸。解放軍早先把高射炮、高射機槍架設在大輪山、九曜山、舊銀行、舊百貨商店的樓頂以準備攻擊。陳康的戰機是被擊落的兩架之一，墜毀在洪塘鎮石潯村。擊落後他選擇跳傘，卻高度不夠，當場身亡。

## 紀念
- 桃園市大園區陳康國民小學(1951/1954-2024)：桃園市大園區大海里建國八村151號桃園大園的中正機場起降跑道旁有一座供空軍軍眷子弟就讀的小學，原名叫「空軍總部附設桃園小學」，1967年改隸桃園縣政府後，在1968年更名為「桃園縣大園鄉陳康國民小學」[9]。每年5月的第二個星期三為「陳康紀念日」，上午第一到四節會進行課程推廣活動比賽，如紙飛機、竹蜻蜓、降落傘空中停留、水火箭射遠比賽等。通過「認識陳康將軍及航空公司」檢定測驗者，校方會頒發「陳康飛行員」初級證書。畢業生畢業時，必須向陳康將軍銅像行禮致敬。校內還有「陳康飛機瞭望台」，供民眾觀賞飛機起落。[10]
- 陳康墓：俞揚和每到臺北必去碧潭空軍公墓，多由冷培澍或彭傳樑陪同，去看望老隊長廖廣甲、老友陳康、趙松嚴、周天民、周亮、步豐鯤的墳墓[1]。2010年報導時，陳康的遺體依然埋於中國大陸某處[7]。

## 逸事
李繼唐回憶在伊寧受訓時，第一中隊的教官余平想跟學員陳康皆是國內足球名將。一次俄方足球隊特由蘇聯本土空運來伊寧，就在阿林巴克營區前面的廣場跳傘降落，和他們比賽足球。
同在伊寧受訓的勞家彥表示陳康體型高、噸位重、臀圍大，奔跑快，為一員足球猛將，唯一的缺點是只會用右腳踢球。1940年7月13日，他們與俄國領事館人員、伊寧教導總隊俄國教官比賽足球，陳康擔任右內鋒，隊友還有杜遠仁、陳其芳、吳曉鈴、胡蔭培、戴德音、勞家彥、夏崇本、胡蔭培、戴德音、金龍光、高春疇。最後中方獲勝。